# Fatuwaque
Fatuwaque (Fatuwaqui; ehemals Abat Oan, Abatoan) ist ein osttimoresischer Suco im Verwaltungsamt Barique (Gemeinde Manatuto).

## Geographie

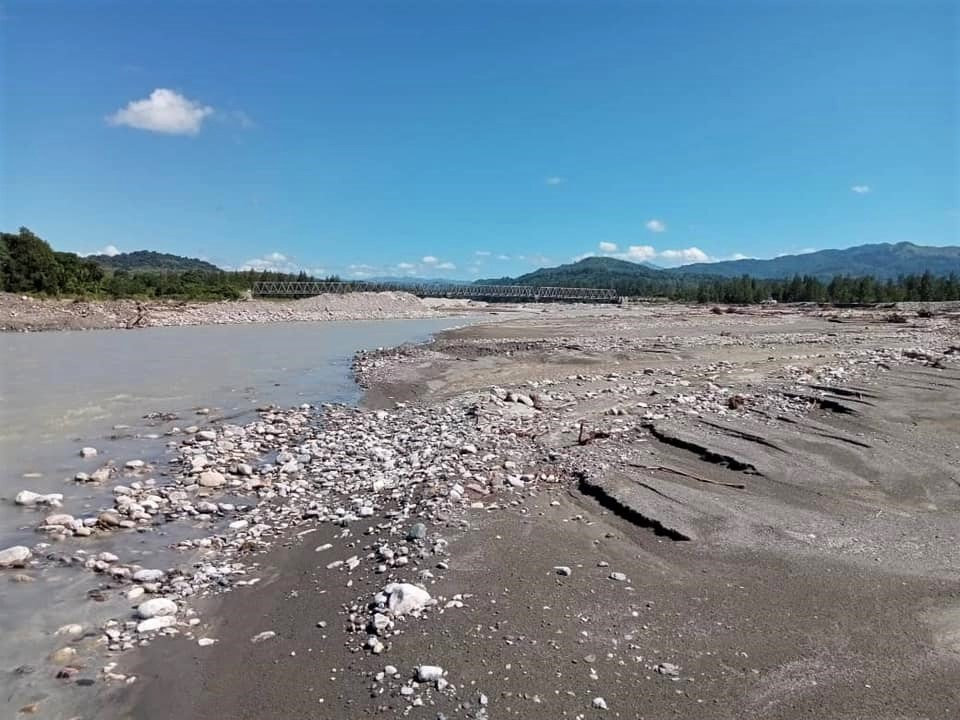
Am Sahén

Vor der Gebietsreform 2015 hatte Fatuwaque eine Fläche von 81,32 km². Nun sind es 39,86 km². Der Suco liegt im Zentrum des Verwaltungsamts Barique. Südlich befindet sich der Suco Aubeon, südwestlich der Suco Uma Boco, westlich der Suco Manehat und nordöstlich der Suco Barique. Im Osten grenzt Fatuwaque an das Verwaltungsamt Lacluta mit seinem Suco Ahic und das Verwaltungsamt Viqueque mit seinem Suco Luca (beide Gemeinde Viqueque). Im Norden entspringt der Fluss Motobeca, der in den Culacao mündet. Der Culacao folgt grob der Grenze zwischen den Sucos Fatuwaque und Barique bis zu seiner Mündung in den Dilor, der auch die Grenze zur Gemeinde Viqueque bildet. Durch den Westen fließt der Lianura, ein Nebenfluss des Sáhen.
Der Suco ist relativ dünn besiedelt. Es gibt nur drei größere Orte, die an der südlichen Küstenstraße Osttimors liegen. Die Straße bildet auch die Grenze zu Aubeon. Zwei davon, Camedar und Ranac an der Südgrenze, sind Teil des Siedlungszentrums von Uma Boco, dessen andere Ortsteile im gleichnamigen Suco liegen. Wemau Badak liegt im Osten, kurz bevor die Küstenstraße den Suco verlässt. Hier gibt es auch eine Grundschule. Dazwischen biegt eine weitere größere Straße nach Norden ab in Richtung dem Ort Barique.
Im Suco befinden sich die zwei Aldeias Camedar und Ranac.

## Einwohner
In Fatuwaque leben 1.438 Einwohner (2022), davon sind 753 Männer und 685 Frauen. Im Suco gibt es 238 Haushalte. Über 72 % der Einwohner geben Tetum Terik als ihre Muttersprache an. Fast 20 % sprechen Habun, fast 5 % Tetum Prasa, Minderheiten Idaté, Idalaka, Mambai oder Makasae.

## Politik
Bei den Wahlen von 2004/2005 wurde Francisco Castanheira zum Chefe de Suco gewählt und 2009 in seinem Amt bestätigt. Bei den Wahlen 2016 gewann Feliciano da Costa Oliveira.